# Yuzo Toyama
Yuzo Toyama (外山雄三 Toyama Yuuzou) (født 10. maj 1931 i Tokyo, Japan, død 11. juli 2023) var en japansk komponist og dirigent.
Toyama studerede komposition og direktion på Tokyo University of the Arts. Han er nok mest kendt som dirigent, men han har skrevet mange værker.
Han  skrev 11 symfonier, orkesterværker, kammermusik, operaer, vokalværker etc.

## Udvalgte værker
- Lille Symfoni" (1953) - for orkester
- Symfoni nr. 1 "Hjemkomst" (1966) - for orkester
- Symfoni "Sang og Flamme" (1969) - for kor og orkester
- Symfoni "Snestorm" (1977) - for orkester
- Symfoni "Nagoya" (1984) - for 2 slagtøjsspillere og strygerorkester
- Symfoni "Maj sang" med Hikaru Hayashi (1987) - for orkester
- Symfoni (1990) - for strygerorkester
- Symfoni "Tajima" (1995) - for orkester
- Symfoni nr. 2 (1999) - for orkester
- Symfoni "Akita" (2002) - for orkester
- Symfoni nr. 3 "Dybt i junglen, langt ude på Verdenshavet" (2003) - for orkester